# Supercoupe des Pays-Bas de football 1949
Navigation
Édition suivante
La Supercoupe des Pays-Bas 1949 (néerlandais : Dutch Supercup 1949) est la première édition de la Supercoupe des Pays-Bas, épreuve qui oppose le champion des Pays-Bas au vainqueur de la Coupe des Pays-Bas. Disputée le 25 juin 1949 au Stade de Goffert de Nimègue, la rencontre est remportée par le SVV aux dépens du Quick 1888 sur le score de 2-0. 
Le principe d'une supercoupe est abandonnée dès la saison suivante et la deuxième édition se tient en 1991.